# Jenny Elbe
Jenny Elbe (Chemnitz, 18 aprile 1990) è una triplista tedesca.
In carriera vanta una medaglia di bronzo agli europei juniores di Novi Sad 2009. I suoi primati della specialità sono 14,28 m, stabilito outdoor, e 14,27 m, stabilito indoor.

## Biografia
Nel luglio 2009 conquista il bronzo agli europei juniores di Novi Sad 2009 con un salto di 13,55 m, alle spalle dell'estone Liane Pintsaa (13,89 m) e della rumena Cristina Sandu (13,61 m).

## Progressione
| Stagione | Risultato | Luogo      | Data      | Rank. Mond. |
| -------- | --------- | ---------- | --------- | ----------- |
| 2016     | 14,28 m   | Dresda     | 14-5-2017 |             |
| 2015     | 14,16 m   | Lahti      | 14-6-2015 |             |
| 2014     | 14,20 m   | Ingolstadt | 24-5-2014 |             |
| 2013     | 14,12 m   | Garbsen    | 19-5-2013 |             |
| 2012     | 14,06 m   | Bochum     | 17-6-2012 |             |
| 2011     | 13,89 m   | Wesel      | 13-6-2011 |             |
| 2010     | 13,69 m   | Chemnitz   | 20-6-2010 |             |
| 2009     | 13,66 m   | Mannheim   | 13-6-2009 |             |
| 2008     | 13,27 m   | Mannheim   | 21-6-2008 |             |
| 2007     | 13,12 m   | Chemnitz   | 26-5-2007 |             |
| 2006     | 12,93 m   | Bochum     | 21-7-2006 |             |

## Palmarès
| Anno | Manifestazione    | Sede           | Evento       | Risultato | Prestazione | Note |
| ---- | ----------------- | -------------- | ------------ | --------- | ----------- | ---- |
| 2008 | Mondiali juniores | Bydgoszcz      | Salto triplo | 10ª       | 13,01 m     |      |
| 2009 | Europei juniores  | Novi Sad       | Salto triplo | Bronzo    | 13,55 m     |      |
| 2011 | Europei under 23  | Ostrava        | Salto triplo | 4ª        | 13,73 m     |      |
| 2011 | Universiadi       | Shenzhen       | Salto triplo | 8ª        | 13,73 m     |      |
| 2012 | Europei           | Helsinki       | Salto triplo | 14ª (q)   | 13,98 m     |      |
| 2013 | Europei indoor    | Göteborg       | Salto triplo | 7ª        | 13,81 m     |      |
| 2014 | Europei           | Zurigo         | Salto triplo | 11ª       | 13,68 m     |      |
| 2015 | Universiadi       | Gwangju        | Salto triplo | Argento   | 13,86 m     |      |
| 2016 | Europei           | Amsterdam      | Salto triplo | 7ª        | 14,08 m     |      |
| 2016 | Giochi olimpici   | Rio de Janeiro | Salto triplo | 13ª (q)   | 14,02 m     |      |
| 2017 | Europei indoor    | Belgrado       | Salto triplo | 6ª        | 14,12 m     |      |

## Altre competizioni internazionali
2013
- Campionati europei a squadre di atletica leggera ( Gateshead)

2014
- Campionati europei a squadre di atletica leggera ( Braunschweig)